# Струве, Борис Александрович
Борис Александрович Струве (настоящая фамилия Крюденер-Струве; 19 февраля (3 марта) 1897, Коломна — 29 апреля 1947, Ленинград) — российский музыковед. Сын депутата Государственной Думы барона Александра Амандовича Крюденера-Струве, пасынка инженера Аманда Струве.

## Биография
Борис Александрович Струве родился 3 марта 1897 года в Коломне. С 1913 году учился  в Императорской Николаевской Царскосельской гимназии. Закончил ее в 1915 году с серебряной медалью.
В 1915 году поступил в Петроградский университет на отделение естественных наук. Через год оставил университет, уйдя в Императорскую Военно-медицинскую академию. Академию он тоже не закончил,  проучился там два года.
Учился как виолончелист у Леонтия Пиорковского и Евгения Вольф-Израэля. С 1922 года вел концертную деятельность, давая концерты в Ленинградской государственной академической капелле. С 1925 года занялся научной деятельностью.
С 1931 г. преподавал историю и теорию смычково-струнного исполнительства в Ленинградской консерватории, с 1935 г. профессор. Доктор искусствоведения (1940).
В годы Великой Отечественной войны был в эвакуации с Ленинградской консерваторией в Ташкенте. Там Струве изучал узбекскую музыкальную культуру. В 1944 году был награжден правительством Узбекской ССР почетной грамотой.
Как методист опубликовал ряд учебных пособий и проблемных работ, в том числе «Научные основы игры на смычковых инструментах и значение этой дисциплины для смычковой педагогики» (1926), «Вибрация на струнных инструментах (преимущественно на виолончели)» (1926), «Типовые формы постановки рук у инструменталистов. Смычковая группа» (1932), «Вибрация как исполнительский навык игры на смычковых инструментах» (1933), «Профилактика профессиональных заболеваний музыкантов» (1935), «Пути начального развития юных скрипачей и виолончелистов» (1937, переиздание 1952). Его учениками были И. П. Благовещенский, Н. И. Васильев, Л. С. Гинзбург, Л. Н. Раабен.
Как историк музыки занимался вопросами происхождения инструментов скрипичного и виольного семейств, опубликовал книги «Очерки по истории смычковых инструментов» (1938) и «Предыстория скрипки и виолы» (1939). Сборник работ Струве по истории музыки вышел в 1959 г. под названием «Процесс формирования виол и скрипок».
Скончался 29 июня 1947 года в Ленинграде. Похоронен на Красненьком кладбище.

## Труды
- Научные основы игры на смычковых инструментах и значение этой дисциплины для смычковой педагогики, Л., 1926;
- Вибрация на струнных инструментах (преимущественно на виолончели), Л., 1926;
- Типовые формы постановки рук у инструменталистов. Смычковая группа, М.-Л., 1932;
- Вибрация как исполнительский навык игры на смычковых инструментах, Л., 1933;
- Профилактика профессиональных заболеваний музыкантов, Л., 1935;
- Виола помпоза И. С. Баха в связи с проблемой изобретательства в истории музыкальных инструментов, "СМ", 1935, No 9;
- Пути начального развития юных скрипачей и виолончелистов, Л., 1937, М., 1952;
- Очерки по истории смычковых инструментов, Л., 1938;
- Предыстория скрипки и виолы, Л., 1939;
- Пьер Гавинье как скрипач-исполнитель и педагог, в кн.: Очерки по истории и теории музыки. Сб. научных трудов и материалов Государственного научно-исследовательского института театра и музыки, (т. 2), Л., 1940;
- Процесс формирования виол и скрипок, М., 1959.